# 温仁镇
温仁镇，是中华人民共和国河北省保定市清苑区下辖的一个乡镇级行政单位。

## 行政区划
温仁镇下辖以下地区：
温仁村、良寨村、罗家营村、南段庄村、南孟庄村、南杨庄村、傅庄村、南李庄村、半壁店村、西南佐村、王盘村、南邓村、蔡营村、大柳树村、大兴庄村、南和庄村和延福桥村。